# Brachymis pubens
Brachymis pubens är en skalbaggsart som beskrevs av Thomson 1858. Brachymis pubens ingår i släktet Brachymis och familjen Melolonthidae. Inga underarter finns listade.